# Refuge d'oiseaux migrateurs de Watshishou
Le Refuge d'oiseaux migrateurs de Watshishou est situé sur la rive nord du golfe du Saint-Laurent, dans la région de la Côte-Nord, MRC Minganie, Québec, Canada.

## Territoire
Situé à environ 40 kilomètres à l'ouest de Natashquan, ce refuge de 10 673 hectares s'étend sur un peu plus de 23 kilomètres le long de la côte du golfe du Saint-Laurent, dans les municipalités de Baie-Johan-Beetz, et en partie à Aguanish et dans l'archipel de Mingan.
Le refuge est une zone importante pour la conservation des oiseaux et de la biodiversité, cette aire protégée du Canada et l'un des 28 refuges d'oiseaux migrateurs située dans la province de Québec. Ce refuge de 117,40 km2 a pour mission de protéger une aire de nidification importante pour les sternes et l'Eider à duvet. La portion terrestre (3,51 km2) chevauche la Réserve de parc national de l'Archipel-de-Mingan.

### Oiseaux
L'eider à duvet est le plus abondant, le cormoran à aigrettes est la deuxième espèce la plus répandue, la troisième espèce la plus nombreuse au sein de ce sanctuaire est le goéland argenté.
- Somateria mollissima. — Eider à duvet. — (Common eider).
- Phalacrocorax auritus. — Cormoran à aigrettes. — (Double-crested cormorant).
- Larus argentatus. — Goéland argenté. — (Herring gull).

Les espèces d’oiseaux présentes en plus petit nombre bénéficient également de ce sanctuaire :
- Sterna paradisaea. — Sterne arctique. — (Arctic tern).
- Sterna hirundo. — Sterne pierregarin. — (Common tern).
- Gavia stellata. — Plongeon catmarin. — (Red-throated loon).
- Gavia immer. — Plongeon huard. — (Common loon).
- Anas rubripes. — Canard noir. — (American black duck).
- Mergus serrator. — Harle huppé. — (Red-breasted merganser).
- Melanitta deglandi. — Macreuse à ailes blanches. — (White-winged scoter).
- Melanitta perspicillata. — Macreuse à front blanc ou Macreuse à lunettes. — (Surf scoter).
- Melanitta americana. — Macreuse à bec jaune. — (Black scoter)[2],[3].

Refuge d'oiseaux migrateurs de Watshishou
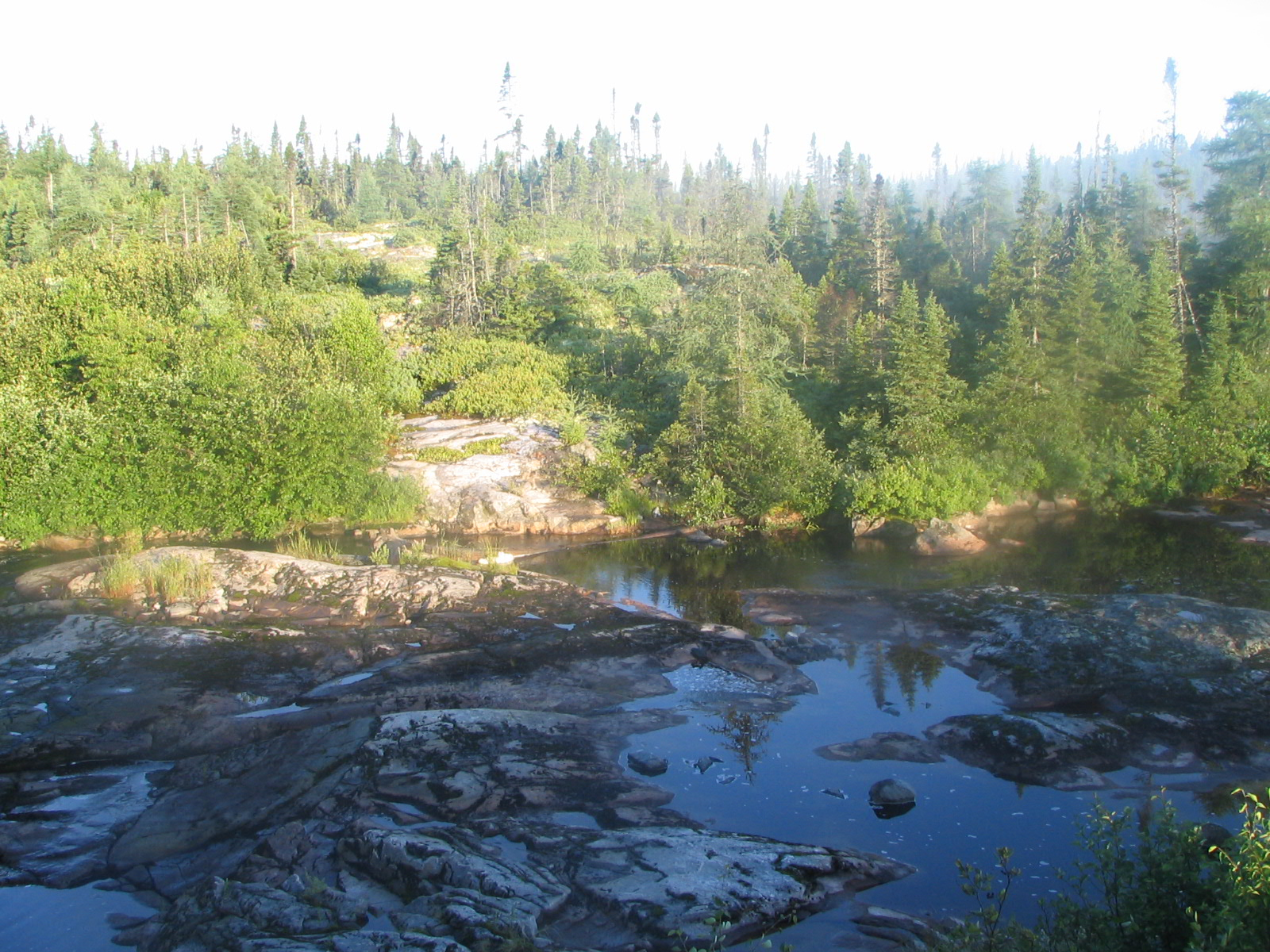
Rivière Pontbriand, socle rocheux du Bouclier canadien
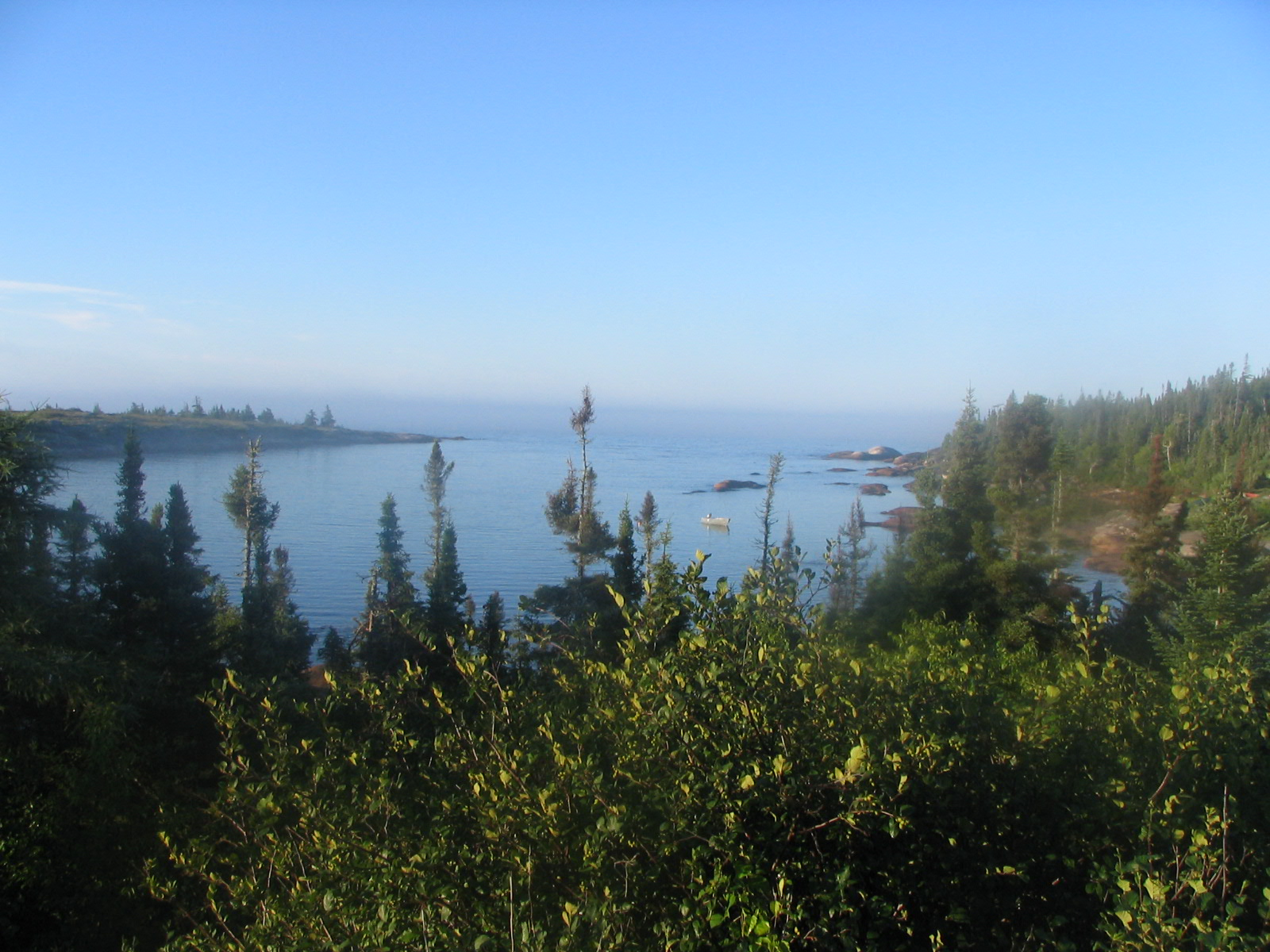
Embouchure de la rivière Pontbriand à quelque 20 km à l'est dans la municipalité de Baie-Johan-Beetz
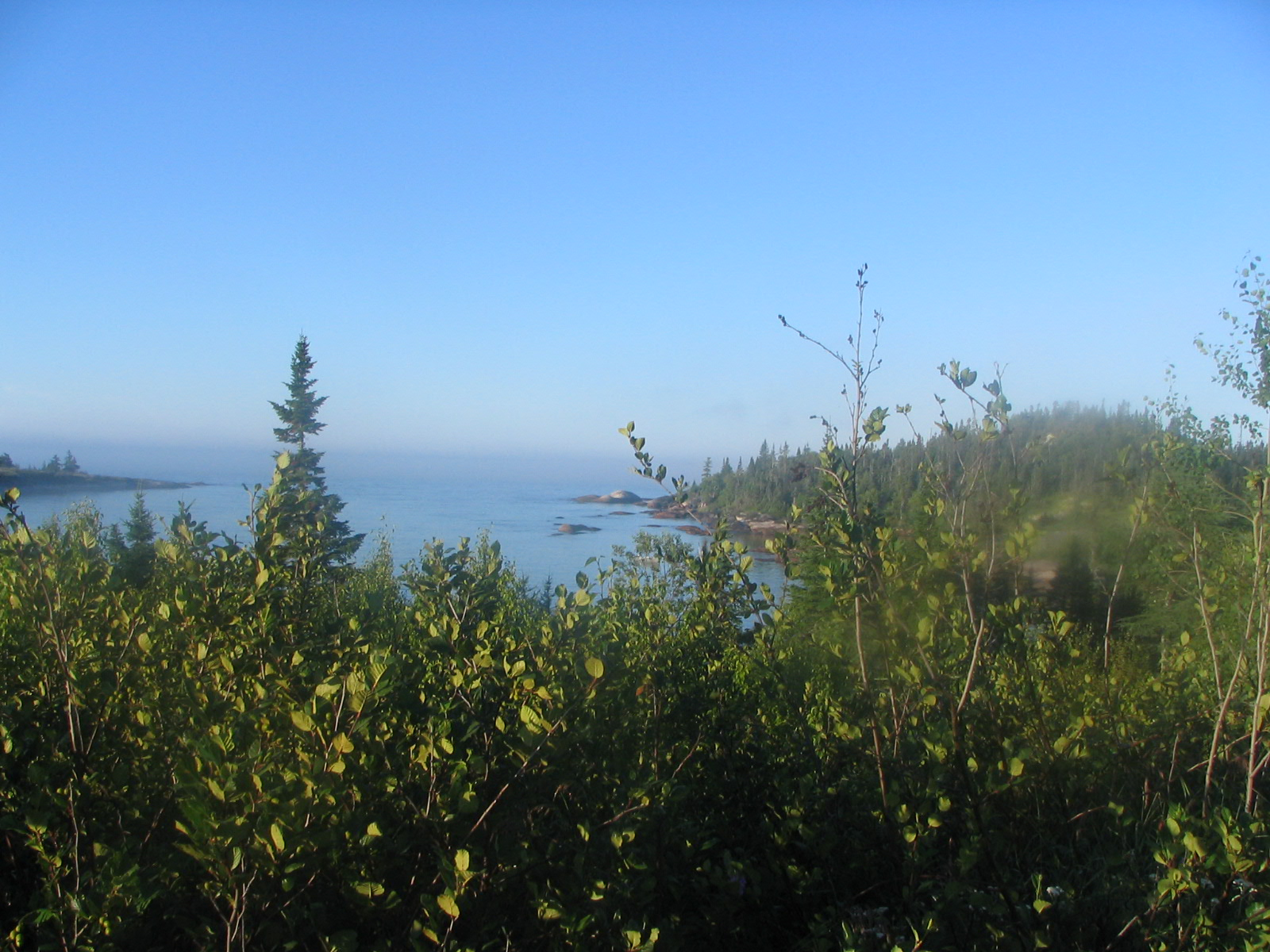
Embouchure de la rivière Pontbriand dans la Baie Pontbriand, dans le golfe du Saint-Laurent
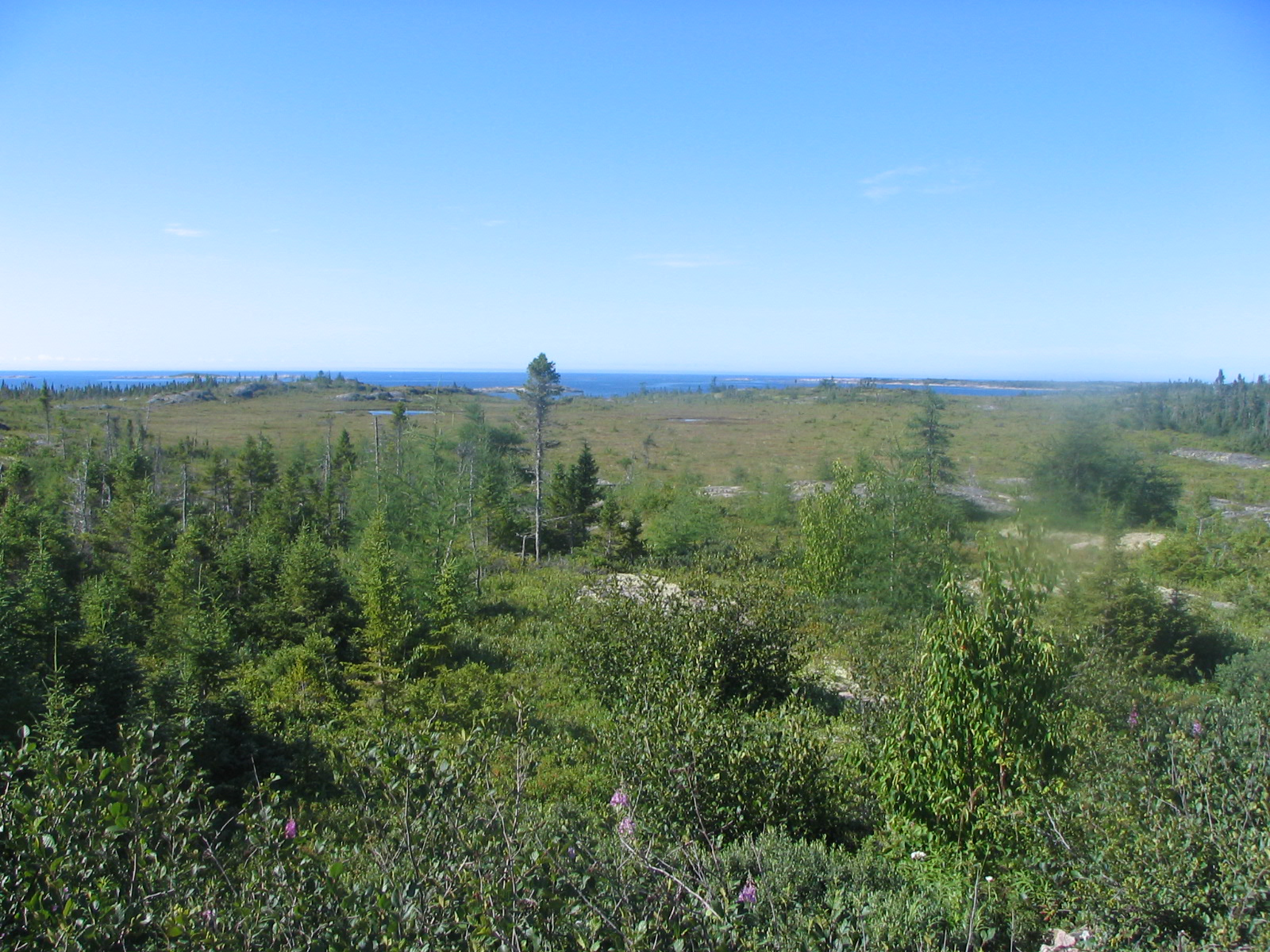
Baie Pontbriand[4] dans le golfe du Saint-Laurent